# Suðuroy
Suðuroy (en danés: Suderø) es la isla que se encuentra más al sur del archipiélago de las Islas Feroe (Dinamarca), territorio situado en el Mar de Noruega. Su nombre significa La Isla del Sur.
- Extensión: 163,7 km²
- Población: 5.041 habitantes (2004)
- Punto más alto: Gluggarnir, 610 metros

La isla forma una región administrativa propia junto al islote cercano de Lítla Dímun. Estos dos territorios están separados por el estrecho denominado Suðuroyarfjørður.

## Geografía
La mayoría de los municipios de la isla se encuentran situados en la costa oriental, mientras que la costa occidental está mayoritariamente habitada por colonias de aves.
Además de Tvøroyri, otra localidad de importancia es Vágur (no confundir con la isla denominada Vágar).

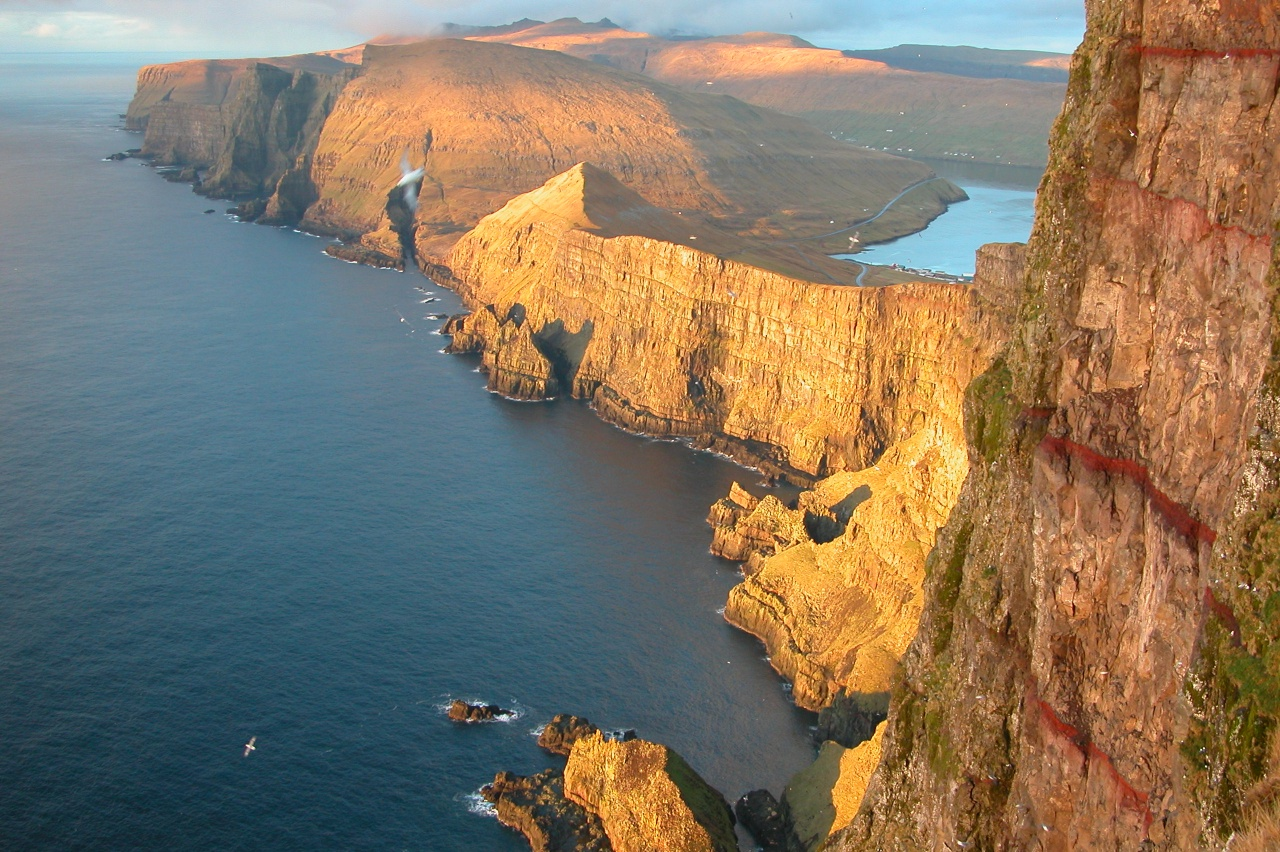
Espectacular imagen de la costa occidental insular.

En la zona septentrional se encuentran las aldeas de Sandvík y Hvalba. Desde dichas poblaciones, se tiene una buena vista (siempre que las condiciones meteorológicas lo permitan) de Lítla Dínum. Otro pequeño poblado, conocido por su belleza, es Porkeri. De gran importancia histórica es la pequeña aldea de Fámjin, ya que fue el primer lugar sobre el que ondeó la bandera feroesa.
El punto más alto de Suðuroy es la montaña Gluggarnir (610 metros), pero el pico más famoso es definitivamente la montaña de Beinisvørð al noroeste del pueblo de Sumba.

## Población, idioma, cultura
Los habitantes de esta isla se denominan a sí mismos Suðuroyingar (en singular, Suðuroyingur). Debido a la situación alejada de las principales islas del archipiélago, y su relativa incomunicación, los isleños han desarrollado un propio dialecto del feroés con algunas diferencias características. Igualmente, esta diferenciación cultural se refleja en la nomenclatura de algunos lugares situados en la costa sur de la isla, donde destacan los nombres de origen celta. 

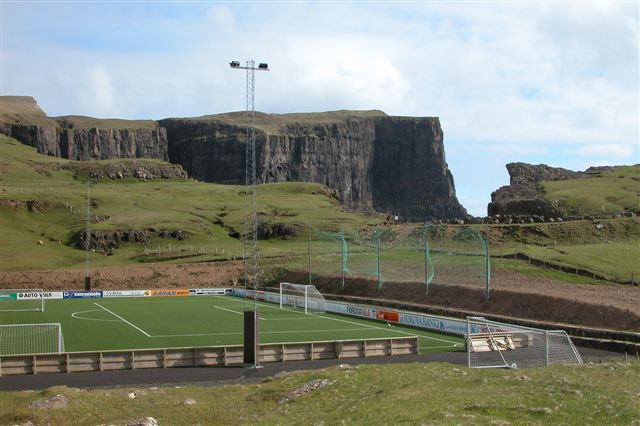
Campo de fútbol en Vágur.

Otra señal de identidad característica de la isla, es la forma en la que los habitantes del pequeño poblado de Sumba interpretan el denominado føroyskur dansur (el baile típico feroés). Dichas diferencias fueron recogidas por el autor local, Poul F. Joensen (1898 - 1970).